# Walter Rzeszów
Walter Rzeszów – polski wielosekcyjny klub sportowy z siedzibą w Rzeszowie.

## Historia
Pierwotnie klub nosił nazwę WKS Szturmowiec i działał w ramach KBW w Rzeszowie. W 1948 został przydzielony do zrzeszenia klubów sportowych „Gwardia”, skupiające kluby, które zrzeszały zawodników powiązanych z funkcjonariuszami Milicji Obywatelskiej, Służby Bezpieczeństwa oraz oficerów i żołnierzy Wojsk Wewnętrznych. Rzeszowski Walter skupiał funkcjonariuszy MO, SB oraz członków ORMO. Później funkcjonował jako Walter Rzeszów. W 1958 sportowcy jednostki WP w Rzeszowie i MSW zostali w Wojskowy Klub Sportowy „Walter” Rzeszów.
Wsparcia klubowi udzielali oficerowie: płk Jan Szwedyk, ppłk Aleksander Borysiewicz, mjr Jan Marzęcki. Stanowisko prezesa sprawował płk Tadeusz Pisula. W 1958 prezesem klubu był płk Tadeusz Pisula. Wiceprezesem klubu był Onufry Półtorak.
Stadion Waltera istniał przy ulicy Mariana Langiewicza, odnowiono w 1958 z okazji jubileuszu klubu.
W 1972 klub obchodził jubileusz 25-lecia istnienia. Główne uroczystości odbyły się 30 września 1972 w odremontowanej hali klubowej (prezesem klubu był wówczas płk Edward Kubrak).

## Piłka nożna
Drużyna sekcji piłki nożnej w 1948 zdobyła mistrzostwo klasy B, a w 1949 wygrał klasę B. Następnie Walter występował w klasie A i w 1952 pod kierunkiem trenera Edwarda Mikusińskiego uzyskał awans do ligi międzyokręgowej (III liga). Pod kierunkiem tego szkoleniowca drużyna zwyciężyła w sezonie III ligi okręgu rzeszowskiego edycji 1958. Następnie Walter triumfował w eliminacjach do II ligi, po czym występował II lidze Grupie Południowej edycji 1959, zajmując ostatnie miejsce i został zdegradowany.
W sezonie 1968/1969 Walter wygrał ligę okręgową (czwarty poziom rozgrywkowy) i awansował do III ligi (Marian Zwoliński, Ludwik Melnarowicz i Edward Kohut, a kierownikiem sekcji kpt. Edward Nowicki). Następnie Walter grał w III lidze w sezonie 1969/1970 i został wówczas zdegradowany. W sezonie 1972/1973 Walter triumfował w klasie okręgowej (czwarty poziom rozgrywkowy). Występował w III lidze edycji 1975/1976 (spadek).

## Inne sekcje
W klubie działały także inne sekcje, m.in. podnoszenia ciężarów, judo. Obie drużyny trenowały w budynku byłego kina „Świt”. Przed 1971 judocy Waltera pod kierunkiem trenera Jacka Jaworskiego dwukrotnie zwyciężyli w mistrzostwach okręgu krakowsko-rzeszowskiego.
Drużyna pięściarska w latach 1949/1950 rywalizowała o wejście do I ligi. W 1953 zawodnik drużyny Stanisław Wisz zdobył tytuł mistrza Polski zrzeszenia. Bokser Dobrosielski pięć razy zostawał mistrzem okręgu, potem został trenerem zespołu. Sekcja bokserska została czasowo zlikwidowana, później reaktywowana. W 1957 zdobyła mistrzostwo klasy A i awansowała do III ligi międzywojewódzkiej.
W sezonie 1952 drużyna żużlowa Gwardii (przed przekształceniem w Gwardię funkcjonowała jako RTKM) startowała w drużynowych mistrzostwach Polski maszyn przystosowanych. W 1954 sekcja Gwardii Rzeszów w hokeju na lodzie zdobyła tytuł wicemistrzowski w lidze okręgowej rzeszowskiej. Ponadto działały sekcje strzelecka i narciarska. Sekcja strzelecka w 1958 zdobyła mistrzostwo województwa rzeszowskiego. Zawodnikiem był także pięcioboista nowoczesny Zbigniew Szuba.